# Heinz Fiebig
Heinz Fiebig (Zabrze, 1897. március 23. – Seesen, 1964. március 30.) német katona. Részt vett mindkét világháborúban. 1945. május 8-án megkapta a Vaskereszt Lovagkeresztjét. 1945 és 1947 között brit hadifogságban volt.